# کری (فیلم ۱۹۵۲)
کری (انگلیسی: Carrie) یک فیلم به کارگردانی ویلیام وایلر است که در سال ۱۹۵۲ منتشر شد.
این فیلم براساس رمان "خواهر کری" نوشته تئودور درایزر ساخته شده است

## بازیگران
- لارنس الیویه
- جنیفر جونز
- میریام هاپکینز
- ادی آلبرت
- بری کلی
- چارلز هالتون
- دان بدو
- دورتی آدامز
- جیمز فلاوین
- مری مورفی
- رویال دانو
- استارت هولمز
- والتر بالدوین
- ویلیام رینولدز
- جی ایتن
- جولیوس تانن